# Níjar
Níjar é um município da Espanha na província de Almería, comunidade autônoma da Andaluzia, de área 601 km² com população de 26516 habitantes (2009) e densidade populacional de 44,12 hab/km².

## Demografia
| Variação demográfica do município entre 1996 e 2008 | Variação demográfica do município entre 1996 e 2008 | Variação demográfica do município entre 1996 e 2008 | Variação demográfica do município entre 1996 e 2008 |
| --------------------------------------------------- | --------------------------------------------------- | --------------------------------------------------- | --------------------------------------------------- |
| 1996                                                | 2001                                                | 2004                                                | 2008                                                |
| 15017                                               | 18371                                               | 21306                                               | 26126                                               |

## Património
- Farol de La Polacra - possui o recorde de altitude em Espanha — 281 metros. No topo avista-se uma paisagem de boa parte do cabo de Gata[3].